# 广东省发展和改革委员会
广东省发展和改革委员会，专门负责推动规划全省城市和乡村经济和城市规划改革的机构，是改革开放时代适应改革的而设置的部门。

## 主要职责
广东省发展和改革委员会的主要职责是：
1. 承担省推进粤港澳大湾区建设领导小组具体工作，负责组织研究我省推进粤港澳大湾区建设工作规划和重大政策，协调推进和督促落实省委、省政府和省推进粤港澳大湾区建设领导小组工作部署，协调推进省支持深圳建设中国特色社会主义先行示范区有关工作等。
2. 拟订并组织实施国民经济和社会发展战略、中长期规划和年度计划。牵头组织全省统一规划体系建设，负责省级专项规划、区域规划、空间规划与省发展规划的统筹衔接。起草发展改革领域有关地方性法规、规章草案。提出经济社会发展、重大结构优化、现代化经济体系建设、高质量发展的目标、任务以及相关政策。负责重大战略规划、重大政策的评估督导工作。
3. 统筹提出全省国民经济和社会发展主要目标，监测预测预警宏观经济和社会发展态势趋势，提出政策建议。研究分析全省国民经济运行、总量平衡、经济安全和产业安全等重要问题并提出相关建议，协调经济运行中的重大问题。拟订并组织实施有关价格政策，组织制定少数由政府管理的重要商品、服务价格和重要收费标准。参与拟订我省国民经济和社会发展相关财政、金融和土地政策。
4. 指导推进和综合协调经济体制改革有关工作，提出相关改革建议。牵头推进供给侧结构性改革。协调推进产权制度和要素市场化配置改革。推动完善市场经济制度和现代化经济体系建设，会同有关部门组织实施市场准入负面清单。牵头推进优化营商环境工作。
5. 研究提出利用外资和境外投资的战略、规划和重大政策。牵头实施“一带一路”建设。承担统筹协调走出去有关工作。负责全口径外债的管理。组织拟订国际金融机构和外国政府贷款规划。组织拟订全省开发区总体发展规划。
6. 负责全省投资综合管理，拟订全社会固定资产投资总规模、结构调控目标和政策，会同有关部门编制省级政府年度投资计划。按权限审批、核准、审核、备案重大项目。规划重大建设项目和生产力布局。推进投融资体制改革，拟订并推动落实鼓励民间投资政策措施。负责省重点建设项目的综合管理，编制省重点建设项目计划并协调实施。负责重大项目的评估督导工作。
7. 组织拟订并推进落实区域协调发展战略、规划和重大政策，协调区域发展重大问题。负责规划和统筹协调各类重大区域发展平台。协调推进全省区域合作与对口帮扶工作。推进落实新型城镇化战略和重大政策，组织编制并推动实施省新型城镇化规划。承担我省对口支援及跨省区域合作相关工作。
8. 组织拟订综合性产业政策，负责协调一、二、三产业发展重大问题并统筹衔接相关发展规划和重大政策。协调实施重大产业工程。组织拟订并推动实施服务业及现代物流业战略规划和重大政策。综合分析研判消费变动趋势，拟订实施促进消费的综合性政策措施。协调农业和农村经济社会发展的重大问题，牵头拟订并协调实施乡村振兴战略规划。负责全省重要商品总量平衡和宏观调控，拟订重要物资储备基础设施建设规划。
9. 负责重大基础设施的综合协调。统筹重大基础设施布局，协调推进重大基础设施建设发展。审核能源发展战略、重大规划、重大产业政策、重大改革方案，核准或审核重大能源投资项目，推动能源结构调整。统筹协调综合交通发展有关重大问题。
10. 推动实施创新驱动发展战略。会同相关部门拟订推进创新创业的规划和政策，提出创新发展和培育经济发展新动能的政策。会同相关部门规划布局全省重大科技基础设施。组织拟订并推动实施高技术产业、战略性新兴产业发展规划和政策，协调数字经济发展重大政策和项目，协调解决产业升级、重大技术装备推广应用等方面重大问题。
11. 负责全省社会发展与国民经济发展的政策衔接，协调有关重大问题。组织拟订全省社会发展战略、总体规划，统筹推进基本公共服务体系建设和收入分配制度改革，提出促进就业、增加城乡居民收入、完善社会保障等与经济协调发展的政策建议。牵头推进全省社会信用体系建设。
12. 推进实施全省可持续发展战略，推动生态文明建设和改革，协调生态环境保护与修复、能源资源节约和综合利用等工作。提出健全生态保护补偿机制的政策措施，综合协调环保产业和清洁生产有关工作。提出能源消费控制目标并协调组织实施。
13. 会同有关部分组织推进全省经济建设与国防建设协调发展的战略和规划。组织编制国民经济动员规划、计划，协调和组织实施国民经济动员有关工作，参与军民融合有关工作。
14. 承办省委、省政府和国家发展改革委交办的其他任务

## 机构设置

### 内设机构
广东省发展和改革委员会设置下列机构：
- 省大湾区办秘书处
- 办公室
- 发展战略和规划处
- 国民经济综合处
- 体制改革综合处
- 固定资产投资处
- 对外开放处
- 区域经济处
- 省大湾区办发展推进处
- 省大湾区办政策创新处
- 省大湾区办交流协作处
- 农村经济处
- 基础设施发展处
- 铁路项目建设协调处
- 产业发展处
- 创新和高技术发展处
- 资源节约和环境保护处
- 社会发展和就业收入分配处
- 消费和贸易发展处
- 财政金融处
- 信用建设处
- 价格处
- 法规处
- 重点项目和评估督导处
- 对口支援合作一处
- 对口支援合作二处
- 经济与国防协调发展处
- 人事处
- 机关党委

（省推进粤港澳大湾区建设领导小组办公室交流协作处加挂泛珠三角区域合作行政首长联席会议秘书处牌子。）

## 直属单位
- 广东省发展和改革研究院
- 广东省投资和信用中心
- 广东省价格成本调查队
- 广东省价格监测中心
- 广东省发展和改革委员会价格认定中心